# The Sims 2: Seasons
The Sims 2: Seasons је пети додатак за стратешку игру живота The Sims 2. Развијен је од стране Maxis студија, а објављен 1. марта 2007 у Северној Америци, док је у европи пуштен у продају дан касније, 2. марта 2007. Aspyr Media је пустио верзију ове игре за Mac OS X, нешто касније, 11. јуна, исте године.
The Sims 2: Seasons побољшава игру додајући временске прилике у ваше суседство. Свако годишње доба траје око пет дана и вашим Симсима доноси нове изазове и опције за игру. Овде се јавља и нови тип Симова познатих као Сим-биљке (енг. Plant Sims). Они у свом животу користе различите потребе од осталих, нормалних Симова. Додатак је увео и нови комшилук који се зове Riverblossom Hills . Као и све игре Симс 2 серијала и ова игра има својеврсну причу, али не и одрњђени циљ.

## Играње
Погледајте чланак The Sims 2

## Годишња доба
The Sims 2: Seasons, додатак, уводи два нова концепта играња The Sims 2 серије: време и годишња доба. Свака сезона траје отприлике пет Сим дана и играчи имају могућност да промене њихов редослед погресије.
Симси су у стању да направе снешка током зиме, покупе раке опалог лишћа у јесен, скачу по барицама током пролећа, доживе повремено искуство као што је топлотни удар у лето и тако даље. Поред тога што су визуелно интерактивна, годишња доба, сваке сезоне појачавају и Сим атрибуте на одређене начине.

## Време и температуре
У току сваке сезоне варира одређено време, укључујући кишу, град, олују, и снег (постоји још један тип времена који се зове ватрена киша, и настаје усред квара машине за контролу времена). Поред тога на Сим картицама, појављује се и термометар који показује топле или хладне температуре ваших симова. Термометар иде на црвено када Симу исувише топло, као на пример при сунчању, или иде на хладно када се ваш Сим предуго игра у снегу. Међутим, овакав систем поседује и своје недостатке. Пример, вашем Симу ће постати превише хладно или топло после неколико туширања. На пример, топлота у летњем периоду може изазвати Симовима топлотни удар или чак опекотине. Симси који су ван куће током зиме могу се смрзнути, иако се могу загрејати на различите начине. Симс може умрети због топлотног удара, али се такође може замрзнути до смрти. Међутим, други симови имају могућност "одмрзавања" залеђеног Сима, под условом да је њихов однос довољно висок. Код деце оваква појава не може да се деси, односно ако превише времена прводе по зими или топлоти, односе их социјалне услуге. Ретко, ваше Симсе који оду напоље током пљуска, може их задесити удар грома, али се то чешће дешава са дрвећем или неким другим објекатима. Сим, који преживи овај удар добија одређене последице, тело му постаје црно док, коса постаје такође црна и рашчупана, и то све може да траје док се не одлучите да га окупате.

## 
је нови комшилук, који се сусреће у The Sims 2: Seasons. Наиме то је више рурално попручје Сим-Нације. Овај комшилук се базира на Pleasantview-у, комшилуку који је добијен у основној игри. Те сличности се могу потврдити на основу породица које живе у њему, и готово идентично су правњене по узору на Pleasantview суграђане. Ту се посебно истичу: породица Roth (која је јако слична Goths породици)), породица Wan (која постсећа на породицу Caliente sisters ),Andrew и Jacob Martin (породица Dreamers), и McGreggor (породица Lotharios).

## Сим-биљке ()
Сим-биљке (енг. Plant Sims) су нова, игрива створења која долазе заједно са The Sims 2: Seasons. Сим-биљке су зелене коже са виновим лозама, налик на тетоваже, специјални лист или цвет као косу и жуте очи, и добијају златну значку за баштованство, осим ако је и раније нису имали. Док ваши Симски прскају воћњаке или дрвеће неумерено, тада их та неумереност случајно може претворити у зелене Сим-биљке. Међутим, ова појава може бити излечена позивајући Баштенски клуб или једноставно купити напитак од успутних цигана.
Популација Сим-биљака, одликује се трима фазама живота: детињство, одрасло доба и старост. Поред старења (што је праћено и код нормалних Симова), они имају само три потребе: сунчеву светлост, воду и љубав. Сим-биљке такође добијају нове интераскције, као што су шале као на пример са поленовим облаком; имају способност да ослободе споре среће, и способност да се репродукују. Ново потомство почиње живот као мала дета, која имају златну значку за баштованство и исте вештине и личности као код родитеља. Међутим, њихови фацијални гени су комбинација родитељских и скривених NPC по имену идеална биљка.
Уз довољно високе баштенске вештине ваш Симс може да разговара са биљкама, поврће или воће ће порасти до највишег статуса чиме се повећава принос жетве. Ту је нови објекат, соковник, који ће омогућити Симсима прављење различитих врста сокова од свежег воћа и поврћа.

## Повезаност са осталим додацима
Карактеристике од претходних додатака (иако их немате инсталираних), као што су утицај система, животне жеље, шале, госпођа Crumplebottom и таленат беџеви, у додатку су на располагању.